# Agnes (pigenavn)
Agnes er et pigenavn, der stammer fra græsk og betyder "kysk", "ren", "hellig" og "ærbødig".[kilde mangler]
I Danmark kendes det fra 1200-tallet.
I 2009 bærer lidt over 3.000 danskere navnet ifølge Danmarks Statistik.
Navnet Agnete er afledt af Agnes.

## Kendte personer
- Agnes, romersk helgen og martyr.
- Agnes Adler, dansk pianist.
- Agnes Carlsson, svensk sanger.
- Agnes Henningsen, dansk forfatter og mor til Poul Henningsen.
- Ágnes Heller, ungarsk filosof og forfatter, modtager af Sonningprisen 2006.
- Agnes Obel, dansk singer-songwriter.
- Agnes Rehni, dansk skuespiller.
- Agnes Schmitto, dansk dyreværnsforkæmper.
- Agnes Slott-Møller, dansk maler.

## Navnet i fiktionen
- Agnes Jensen er en af hovedpersonerne i Matador. Hun er stuepige hos familien Varnæs, indtil hun bliver gift med "Røde" og starter egen forretning. Hun spilles af Kirsten Olesen.
- Agnes Skinner er en af figurerne i Simpsons.
- Agnes of God er titlen på en film fra 1985 instrueret af Norman Jewison, baseret på et skuespil af samme navn.